# Leslie-Würfel

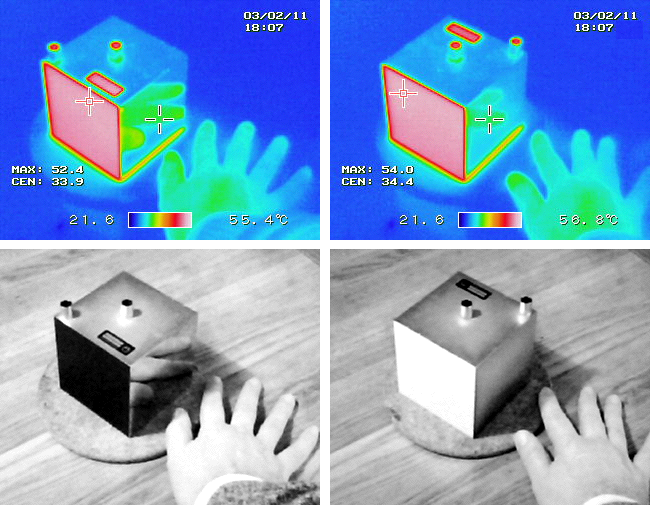
Zwei Ansichten eines Leslie-Würfels mit einer Wärmebildkamera im Vergleich mit Schwarz-weiß-Bildern im sichtbaren Bereich

Ein Leslie-Würfel ist in der Experimentalphysik ein würfelförmiges Objekt zum Vergleich der Wärmestrahlung von verschiedenen Oberflächen. Er ist nach dem Physiker John Leslie benannt.

## Ursprung
Leslie führte Vergleichsmessungen über die Wärmeverluste an unterschiedlichen Oberflächen gleicher Temperatur durch. Dabei untersuchte er Wärmetransport durch Strahlung und Konvektion an Oberflächen wie:
- metallisch poliert
- glänzendes Silber
- mit Zinnblatt belegt
- mit einer oder mehreren Lagen Blattgold belegt oder vergoldet
- Glas
- Papier
- Porzellan
- bezogen mit Batist oder Flanell
- geschwärzt mit Ruß

## Versuch und Ergebnis
Ein Leslie-Würfel besteht aus Metall, beispielsweise aus Messing, und die Oberflächen der vier Seiten werden unterschiedlich behandelt: als metallische Oberfläche poliert oder aufgeraut oder mit schwarzer bzw. weißer Farbe lackiert. Er kann innen mit einer Flüssigkeit, beispielsweise Wasser gefüllt werden, so dass alle Oberflächen die gleiche Oberflächentemperatur haben. Dadurch ist die Abstrahlung der verschiedenen Oberflächen direkt vergleichbar.
Mit Hilfe einer Wärmebildkamera oder einem Pyrometer kann die abgegebene Wärmestrahlung erfasst werden. Es zeigt sich, dass die Seite mit der polierten metallischen Oberfläche am wenigsten Strahlung emittiert, während die lackierten Seiten am meisten Wärme emittieren. Im Gegensatz zur sichtbaren Farbgebung bestimmt allein die Materialeigenschaft der Oberfläche den Emissionsgrad. Aus dem Kirchhoffschen Strahlungsgesetz kann hingegen abgeleitet werden, dass die Oberflächen mit geringem Emissionsvermögen die von außen auftreffende Strahlung stark reflektieren, während Oberflächen mit hohem Emissionsvermögen auch ein hohes Absorptionsvermögen für Strahlung haben.
Zu beachten ist dabei, dass die Reflexionseigenschaften und das damit zusammenhängende Emissionsvermögen bei den meisten Körpern vom Spektrum abhängig sind, siehe Schwarzer Körper, Abschnitt Farbeindruck. Der Schwarze Körper, der jede Strahlung absorbiert und aus der daraus folgenden Erwärmung gespeist, eine Strahlung mit einer Verteilung nach dem Stefan-Boltzmann-Gesetz emittiert, ist eine Idealisierung.
Dies zeigen auch die folgenden Beispiele für den visuellen Farbeindruck und das spektrale Absorptionsvermögen:
- Schnee und Eis haben im Bereich des sichtbaren Lichts (400–750 nm) ein hohes Reflexionsvermögen, im nahen und fernen Infrarot erscheinen sie dagegen fast schwarz[3].
- Eine metallisch polierte Oberfläche kann durch eine aufgeklebte Klarsichtfolie im infraroten Bereich fast schwarz erscheinen[4]